# Гольф на летних Олимпийских играх 1904
Соревнования по гольфу на III летних Олимпийских играх прошли с 17 по 24 сентября. В них участвовали 77 спортсменов из Канады и США. Они соревновались за два комплекта медалей — в индивидуальном и командном турнирах. Женщины, по сравнению с прошлыми Играми, потеряли своё право участвовать в соревнованиях. В следующий раз соревнования по гольфу в рамках Олимпийских игр будут проведены только в 2016 году.

## Медали

### Общий медальный зачёт
(Жирным выделено самое большое количество медалей в своей категории; принимающая страна также выделена)
| Общее количество медалей |        |        |         |        |       |
| Место                    | Страна | Золото | Серебро | Бронза | Всего |
| 1                        | США    | 1      | 2       | 3      | 6     |
| 2                        | Канада | 1      | 0       | 0      | 1     |

### Медалисты
| Дисциплина       | Золото | Серебро | Бронза |
| Одиночный разряд | Джордж Лайон Канада | Чендлер Игэн США | Барт Мак-Кини США |
| Одиночный разряд | Джордж Лайон Канада | Чендлер Игэн США | Фрэнсис Ньютон США |
| Командный разряд | США Чендлер Игэн · Дэниел Сойер · Роберт Хантер · Кеннет Эдвардс · Клемент Смут · Уоррен Вуд · Мейсон Фелпс · Уолтер Игэн · Эдвард Камминс · Натаниэль Мур | США Фрэнсис Ньютон · Генри Поттер · Ральф Мак-Киттрик · Альберт Ламберт · Фредерик Сэмпл · Стюарт Стикни · Барт Мак-Кини · Уильям Стикни · Джон Максвелл · Джон Кэди | США Дуглас Кадваладер · Аллен Лард · Джесси Карлтон · Симеон Прайс · Гарольд Вебер · Джон Рам · Орус Джонс · Артур Хасси · Гарольд Фрейзер · Джордж Оливер |

## Участники
В соревнованиях по гольфу участвовало 77 спортсменов из 2 стран:

В скобках указано количество спортсменов
- Канада (3)
- США (74)